# 張朝權
張朝權（1948年2月10日—），生於彰化縣員林鎮，中國國民黨籍，曾任員林鎮第九屆鎮長、台灣省議員、彰化縣副縣長。

## 生平
1999年，彰化縣縣長阮剛猛任命他與卓伯源為副縣長。

## 總統大選賄選案
2000年，在總統大選中，涉嫌為國民黨總統候選人連戰、蕭萬長買票。3月18日，國民黨樁腳涉嫌在員林鎮發錢買票，遭徵信業者王坤盛人贓俱獲。檢察官進入偵辦，8月4日，涉案張姓地方人士，在偵訊中，指稱張朝權也涉及此案。8月6日，「有力人士」告知張朝權此事，他搭機潛逃至美國、加拿大躲藏。
8月14日，彰化地檢署將張朝權列為被告，9月14日發布通緝。除張朝權之外，包括前員林鎮長許瓊聰及當地里長、里民等共多達二百十五人被起訴或判刑，許瓊聰還為此入監服刑。 
2001年，張朝權在美國發表自白書，承認當年為國民黨買票，希望回國擔任污點證人，以求減刑，但沒有得到台灣政府的同意。
2012年9月28日，因法定追訴期期滿，張朝權恢復無罪身份。